# Conus terminus
Conus terminus é uma espécie de gastrópode do gênero Conus, pertencente à família Conidae.